# Haodian (köpinghuvudort i Kina, Hubei Sheng, lat 31,79, long 113,75)
Haodian är en köpinghuvudort i Kina. Den ligger i provinsen Hubei, i den centrala delen av landet, omkring 140 kilometer norr om provinshuvudstaden Wuhan. Antalet invånare är 26 816. Befolkningen består av 12 966 kvinnor och 13 850 män. Barn under 15 år utgör 15,0 %, vuxna 15-64 år 74 %, och äldre över 65 år 10,0 %.
Runt Haodian är det tätbefolkat, med 356 invånare per kvadratkilometer. Närmaste större samhälle är Longquanzhen, 12,7 km söder om Haodian. Trakten runt Haodian består till största delen av jordbruksmark.
Genomsnittlig årsnederbörd är 1 211 millimeter. Den regnigaste månaden är augusti, med i genomsnitt 187 mm nederbörd, och den torraste är december, med 12 mm nederbörd.